# Santa Anna (Teksas)
Santa Anna – miasto w Stanach Zjednoczonych, w stanie Teksas, w hrabstwie Coleman.